# Sankt Lorenzen bei Knittelfeld
Sankt Lorenzen bei Knittelfeld is een plaats en voormalige gemeente in de Oostenrijkse deelstaat Stiermarken.
Sankt Lorenzen bei Knittelfeld telt 797 inwoners.

## Geschiedenis
Sankt Lorenzen bei Knittelfeld maakte deel uit van het district Knittelfeld tot dit op 1 januari fuseerde met het district Judenburg tot het huidige district Murtal. Op diezelfde dag werd Sankt Lorenzen bei Knittelfeld opgenomen in de gemeente Sankt Margarethen bei Knittelfeld.
- Gemeinsame Normdatei: 4445148-9
- Virtual International Authority File: 244272327